# Acanthodelta marquesanus
Acanthodelta marquesanus är en fjärilsart som beskrevs av Collenette 1929. Acanthodelta marquesanus ingår i släktet Acanthodelta och familjen nattflyn. Inga underarter finns listade i Catalogue of Life.